# Ejército de Autodefensa de Jilin
El Ejército de Autodefensa de Jilin era un ejército antijaponés de voluntarios formado para defender a los residentes chinos locales contra la invasión japonesa del nordeste de China. El general Ting Chao, Li Du, Feng Zhanhai, Xing Zhanqing y Zhao Yi organizaron el Ejército de Autodefensa de Jilin para evitar la caída y la ocupación de la ciudad de Harbin, en la provincia de Jilin. Esto hizo que todas las fuerzas estuvieran bajo un mando unificado. Hicieron un llamamiento a los civiles para que formaran unidades de voluntarios y se unieran a la defensa de la ciudad. Así el ejército alcanzó una fuerza de 30.000 hombres organizados en seis brigadas dentro del ejército del noreste de Zhang Xueliang.
Cuerpos de Autodefensa de Jilin - Comandante en jefe Li Du
- El comandante en jefe de primera línea - Wang Yu
- Jefe del estado mayor general - Yang Yaojun
- Ejército de Defensa del Ferrocarril Oriental de China - Comandante en Jefe - Ding Chao
  - 28.ª Brigada - Ding Chao
- 22.ª Brigada - Zhao Yi
- 25.ª Brigada - Ma Xianzhang
- 26.ª Brigada - Song Wenjun
- 29.ª Brigada - Wang Ruihua
- 1.ª Brigada temporal - Feng Zhanhai
- 1.ª Brigada de Caballería - Gong Changhai
- 2.ª Brigada de Caballería - Yao Dianchen
- Guerrilla de la montaña - Song Xizeng

Al principio, la defensa de Harbin tuvo éxito y logró repeler a las fuerzas de Manchukuo enviadas contra ellos durante un tiempo. Después de su éxito inicial, el ejército fue expulsado de Harbin cuando los japoneses enviaron sus propias tropas bajo Jiro Tamon.
El derrotado Ejército de Autodefensa de Jilin de Ting Chao se retiró de Harbin y marchó hacia el noreste por el río Songhua, para unirse a la guarnición del General Li Du en la parte inferior de Songhua y se reorganizó, aumentando sus filas con voluntarios a 30.000 hombres en nueve brigadas hasta abril de 1932. Continuó resistiendo, ocupando las ciudades a lo largo de la sección oriental del ferrocarril oriental chino, entre Harbin y la frontera soviética.
Feng Zhanhai, excomandante del regimiento de la División de Guardias de Jilin, se retiró de Harbin hacia el oeste de la provincia de Jilin y formó una importante fuerza de voluntarios independientes, el Valiente y Leal Ejército del Nordeste, estimado por los japoneses en 15.000 hombres en junio de 1932.